# Friedrich August Calau
Friedrich August Calau (né en 1769 à Leipzig et mort le 25 septembre 1828 à Berlin) est un peintre miniature, aquarelliste et dessinateur à Berlin. Son père est le peintre de cour prussien Benjamin Calau (de).

## Travail
Plus de 300 œuvres de Calau sont connues, principalement avec des motifs de Berlin et des environs.

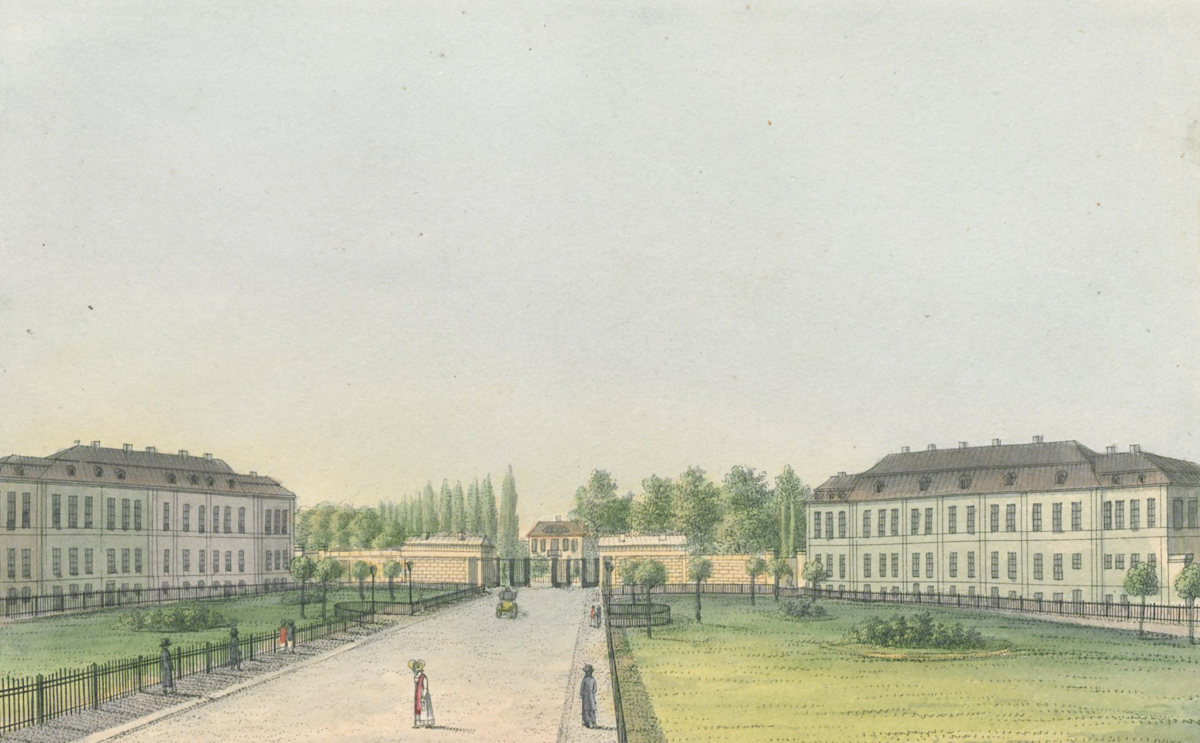
La place de Leipzig et la porte de Potsdam, 1813
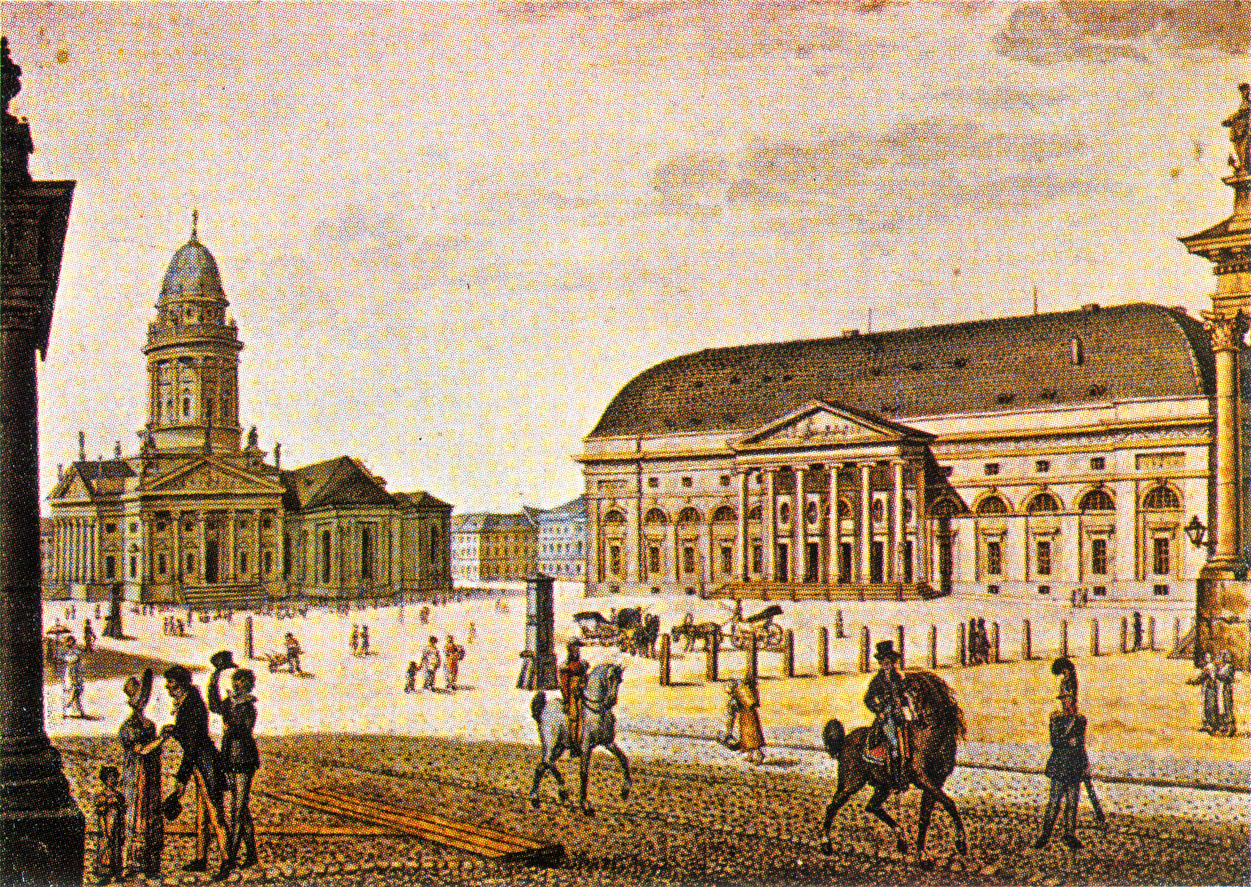
Gendarmenmarkt, 1815
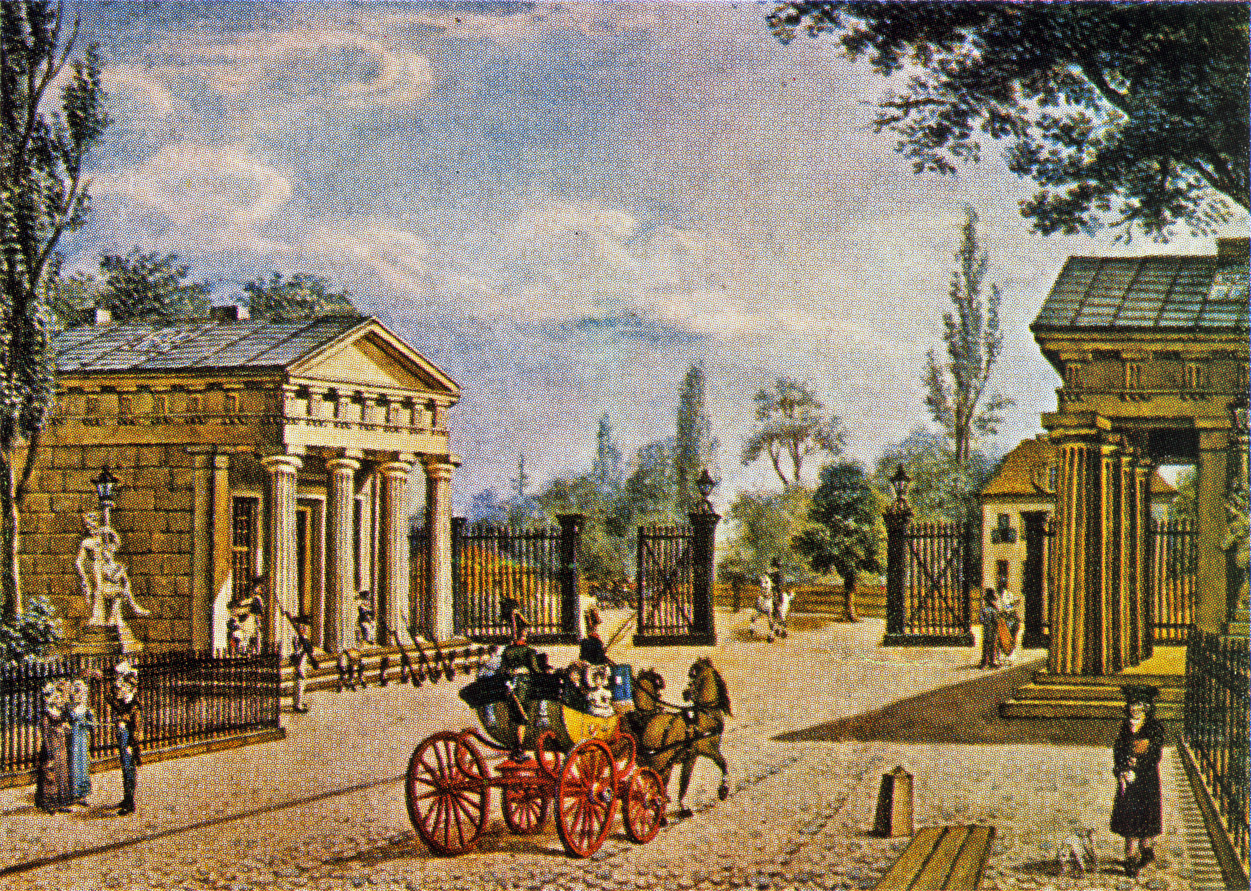
Porte de Potsdam, 1820
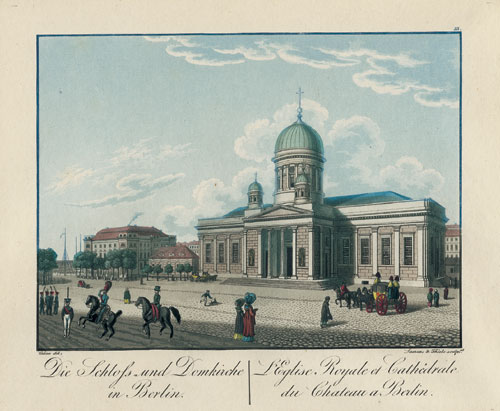
L'église du château et de la cathédrale de Berlin, 1830
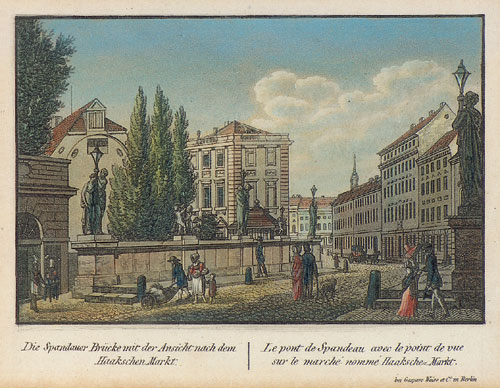
Le pont de Spandau avec la vue après le Haakschen Markt, 1830
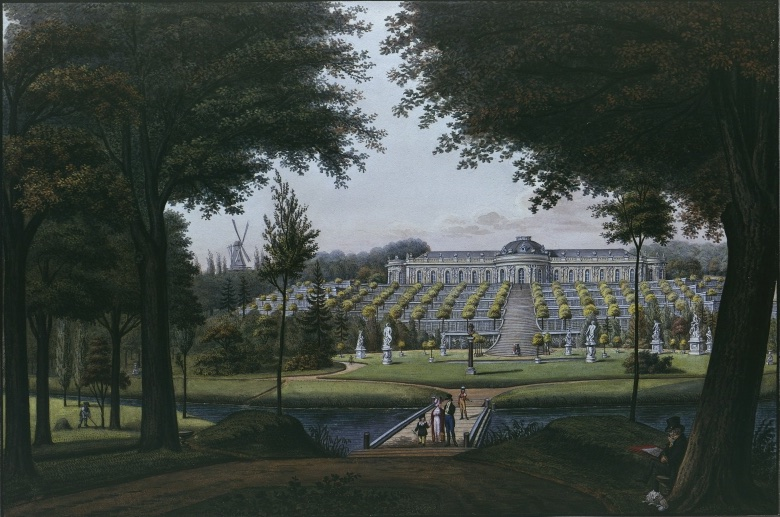
Le palais de Sanssouci avec les terrasses, 1830